# 八丈島のヘゴ自生北限地帯

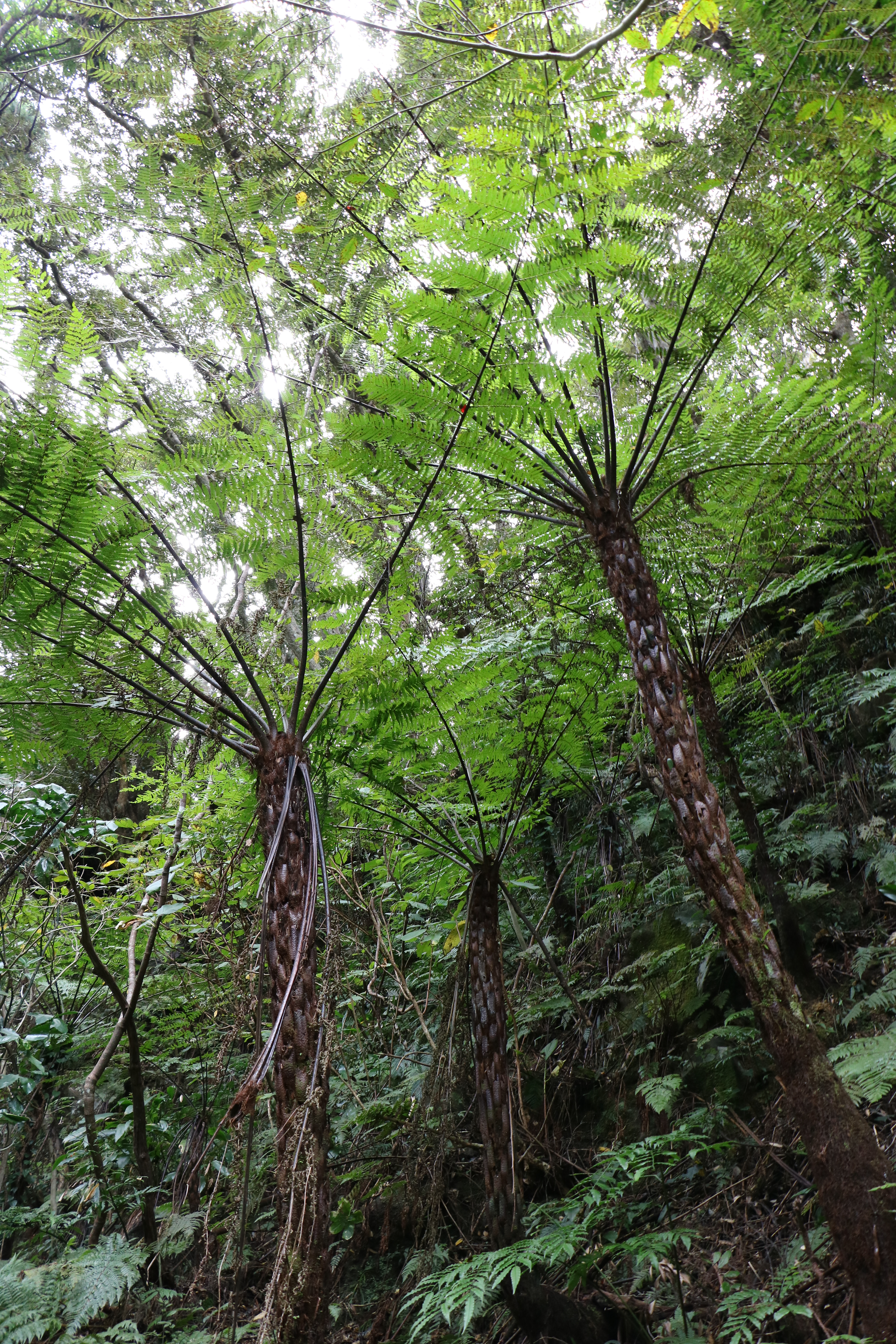
八丈島のヘゴ自生北限地帯。2017年11月9日撮影。

八丈島のヘゴ自生北限地帯（はちじょうじまのヘゴじせいほくげんちたい）は、八丈島（東京都八丈町三根および大賀郷）にあるヘゴの自生地である。
日本国内におけるヘゴ自生地の北限として、八丈島の自生地（3か所）が、長崎県（2か所）および鹿児島県（6か所）の自生地とともに、ヘゴ自生北限地帯の名称で1926年（大正15年）10月27日に国の天然記念物に指定された。なお、宮崎県の自生地（1か所）が1968年（昭和43年）6月14日に天然記念物に追加指定されている。
2県以上にまたがる天然記念物であるが、それらの中で八丈島の指定地は最も高緯度（北緯33度6分13.55秒） に位置している。樹木状になるヘゴ自然植生の分布域として日本国内最北にあたる。

## 概要

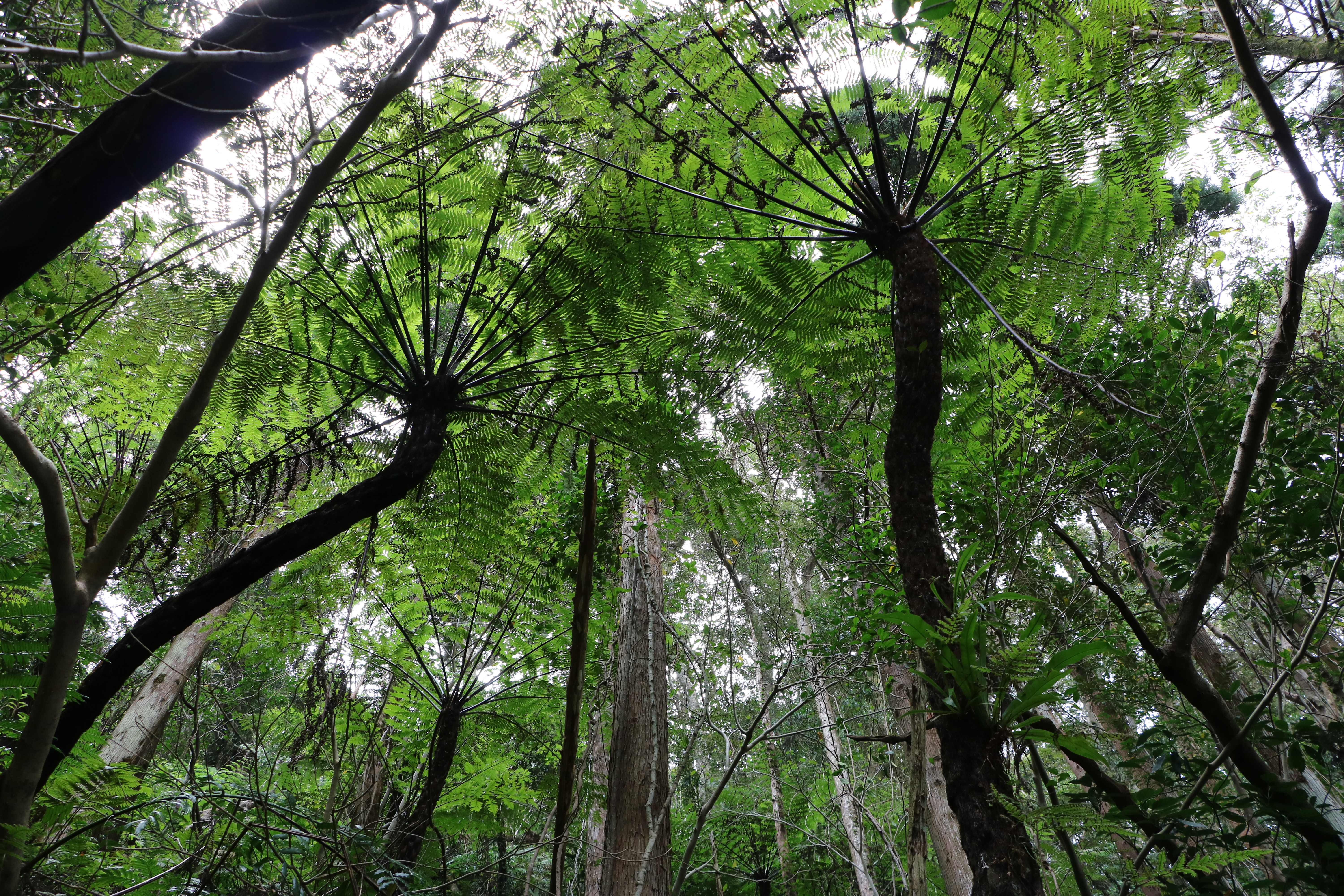
2017年11月9日撮影。

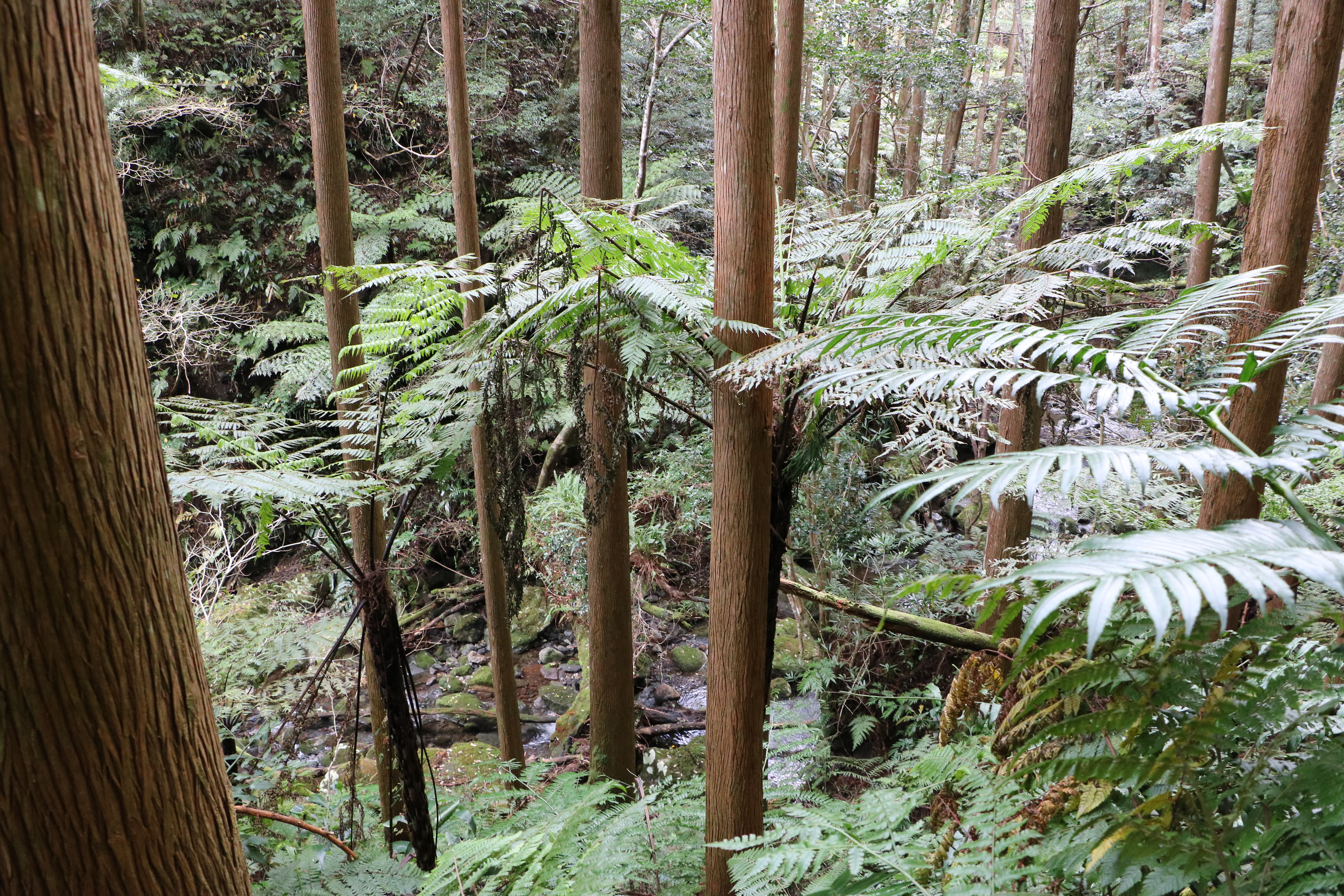
スギやヒノキの植林地の中に生育している。2017年11月9日撮影。

ヘゴ（学名：Cyathea spinulosa）は熱帯・亜熱帯性のシダ植物であり、茎の高さが4メートルに達する木生シダのひとつである。大きな葉は長さが2メートルを超し、葉柄は40センチほどである。紀伊半島南部や四国などで子株が見つかることもあるが、大きく成長することはなく、樹木状（木性）に生育するヘゴの日本国内での自生北限は八丈島の指定地である
ヘゴは高温多湿な環境を好み、ほとんどが山中の湿潤な森林内に生育している。冬でも温暖な地域では森林伐採跡の二次植生として群生することもあり、八丈島では東山（別名：三原山・標高701メートル）北西側山腹の、スギやヒノキの植林の広がる沢沿いの3か所が自生地として国の天然記念物に指定されている。
八丈島は伊豆諸島のなかで水田耕作ができた唯一の島であり、周辺の島々から見れば比較的水資源に恵まれている。島の南東部を占める東山（三原山）には小規模ながら何本もの河川があるが、東山（三原山）北西斜面を流れる鴨川、大川の上流域に天然記念物に指定されたヘゴの自生地があり、このうち大川の上流部である成沢山と呼ばれる自生地には10数本のヘゴが見られる。そこから少し登ったナン沢と、そこから南東側に位置する鴨川上流部の鴨川山には数本を残すのみである。
なお、天然記念物指定エリア外ではあるが、八丈島南東部の末吉地区の水源林にはかつて20本ほどのヘゴの群落があったが台風などの影響により全滅し、このうち大きなものは標本として八丈高校にある。また、同様に天然記念物指定エリア外の中之郷地区にある生育地は「ヘゴの森」と名づけられ、専門ガイドによるトレッキングガイドツアーなどが行われている。

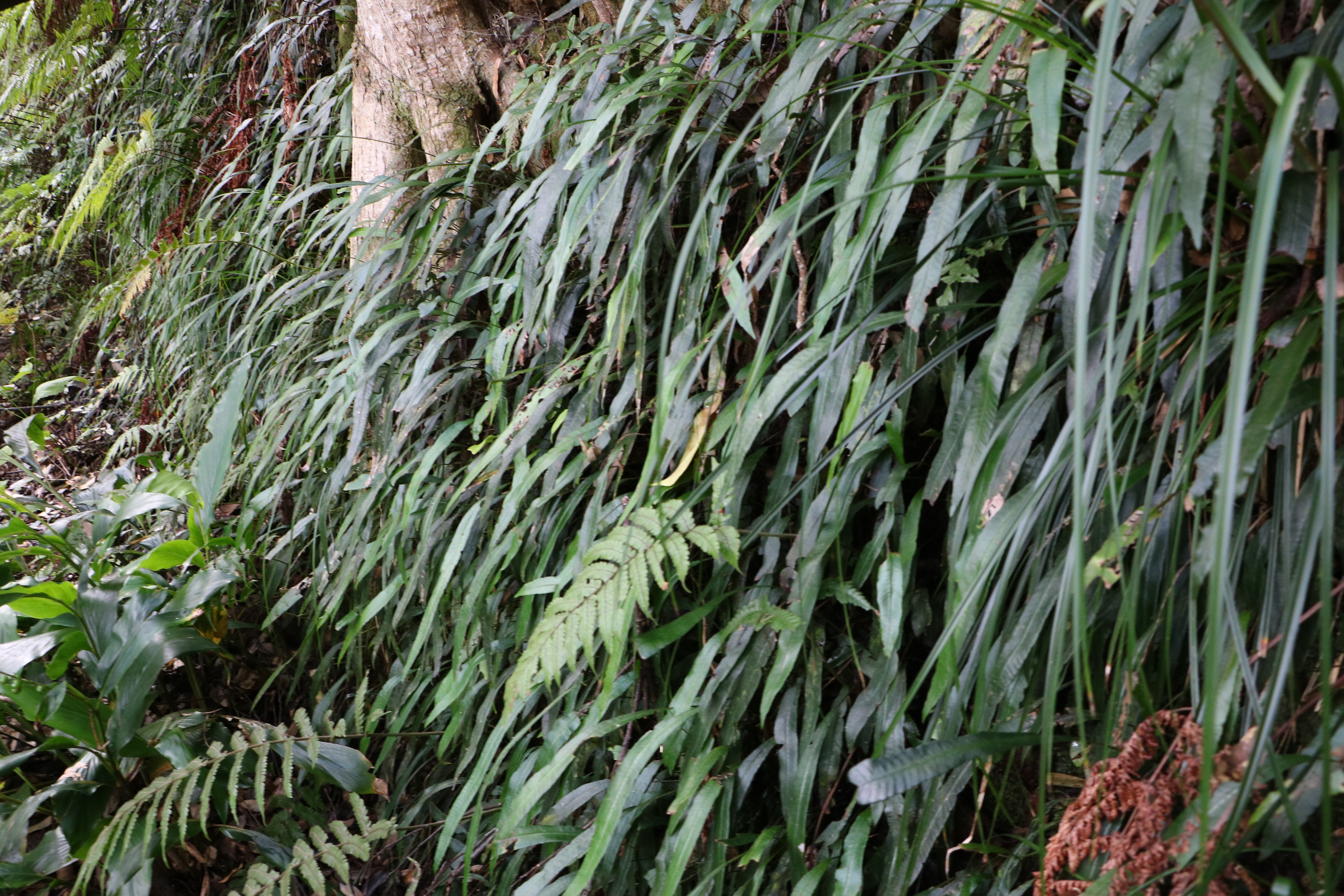
周辺は多くのシダ植物が茂る。八丈島には約110種のシダ植物が生育する[17]。
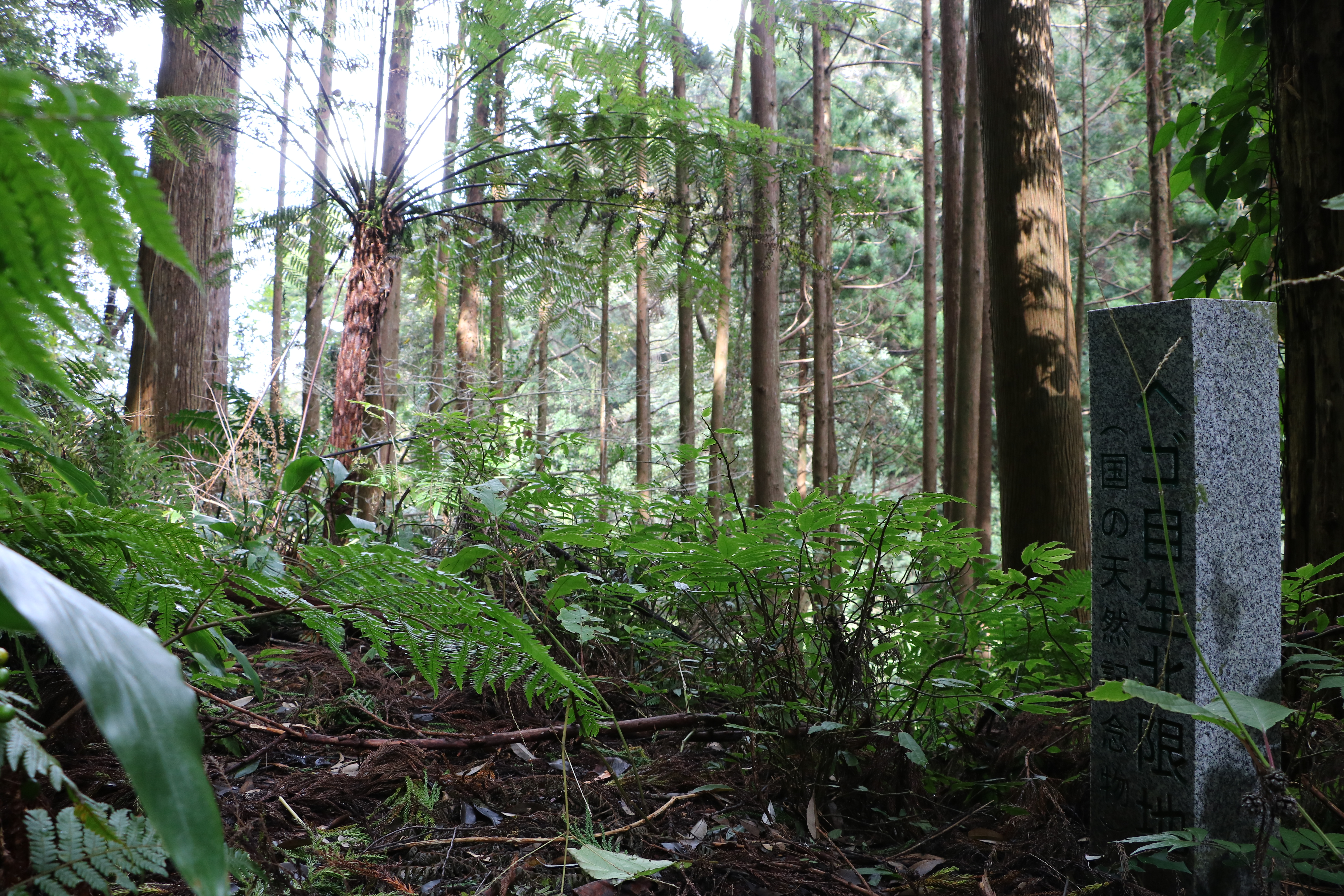
天然記念物指定の石碑。
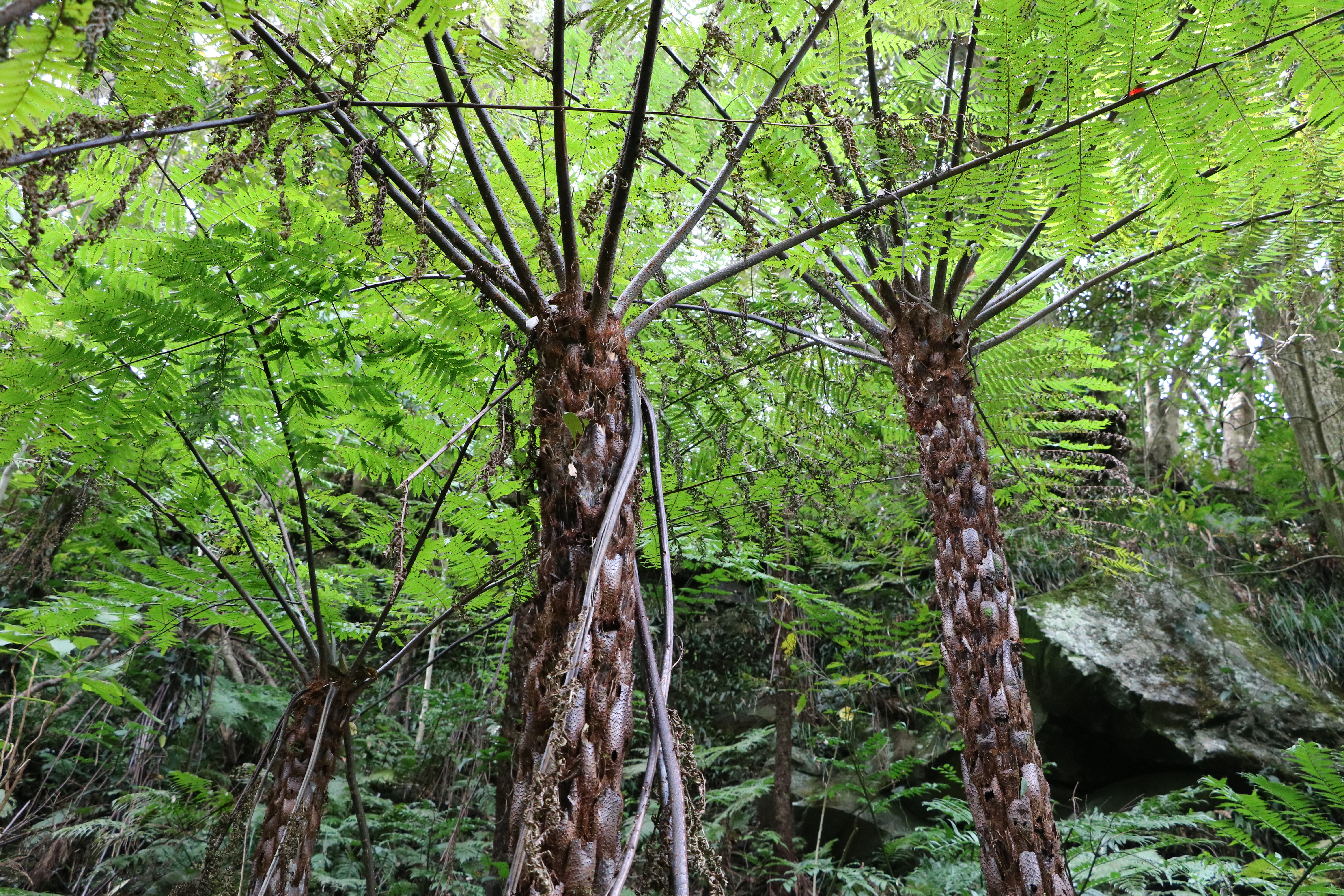
特徴的なヘゴの鱗片[8]。

## 指定地
八丈島では次の3か所が国の天然記念物に指定されている。
- 東京都八丈町大字大賀郷字鴨川山
- 東京都八丈町大字三根字成沢山
- 東京都八丈町大字三根字ナン沢
  - いずれも整備された道路・歩道等はない。